# Mníšek
Mníšek (en allemand : Einsiedel im Isergebirge) est une commune du district et de la région de Liberec, en Tchéquie. Sa population s'élevait à 1 662 habitants en 2021.

## Géographie
Mníšek se trouve dans la vallée de la rivière Jeřice, un affluent de la Neisse, à 8 km au nord de Liberec et à 95 km au nord-est de Prague.

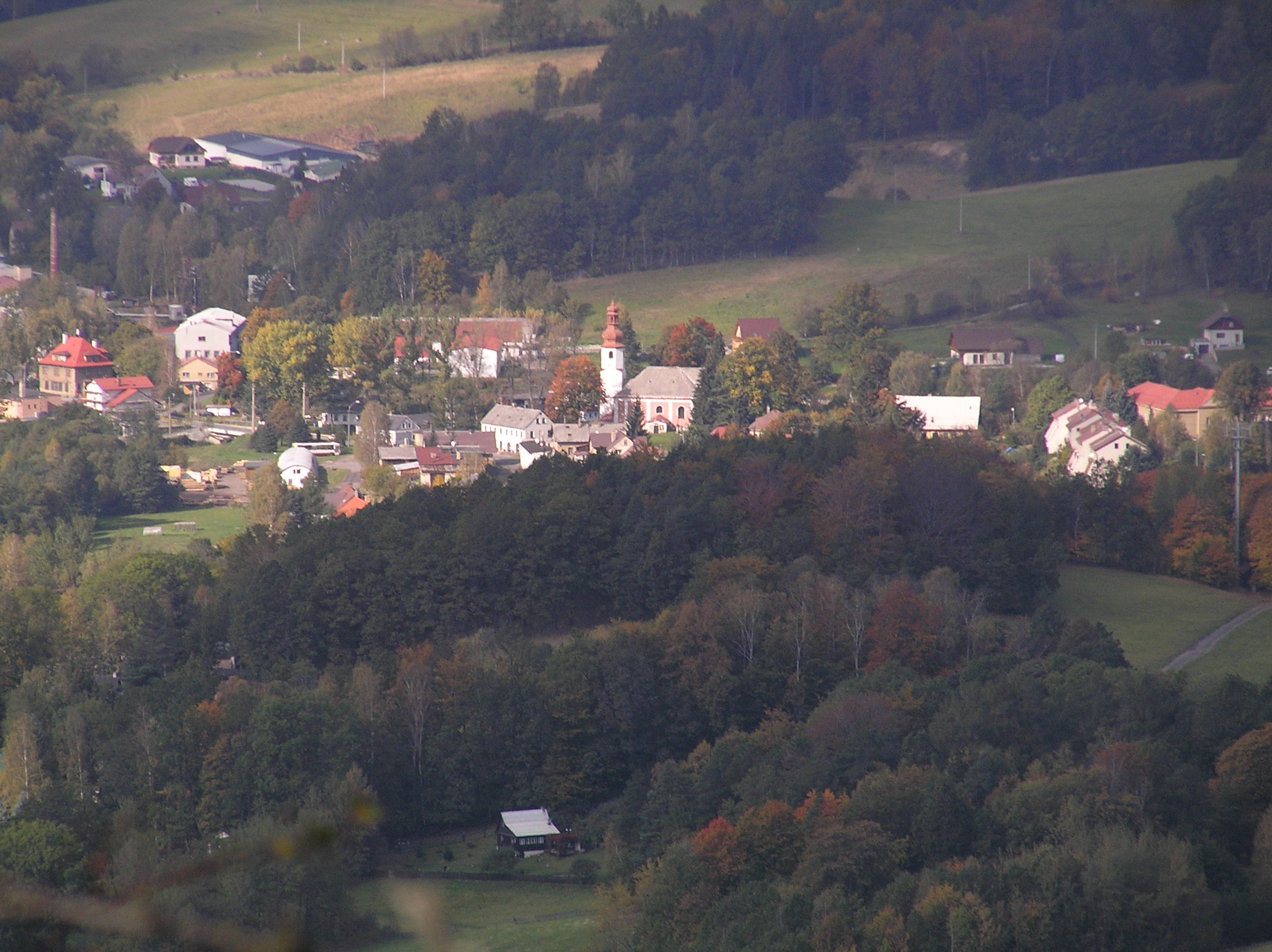
Mníšek et Oldřichov : vue aérienne.

La commune est limitée par Frýdlant et Oldřichov v Hájích au nord, par Hejnice et Bedřichov à l'est, par Liberec au sud, et par Nová Ves à l'ouest.

## Histoire
La première mention écrite du village date de 1381.

## Administration
La commune se compose de deux sections :
- Fojtka
- Mníšek

## Galerie

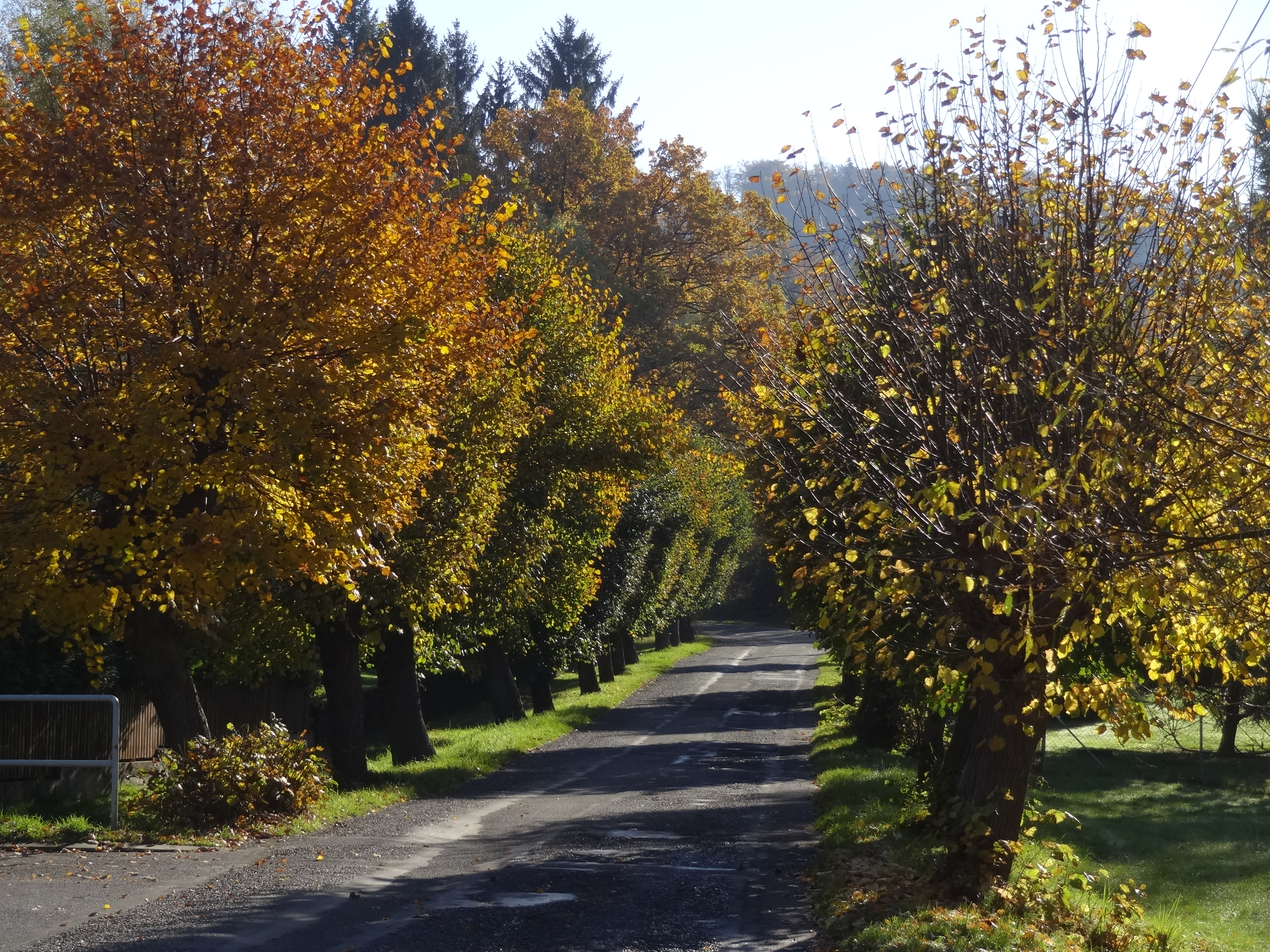
Mníšek : rue Nádražní.
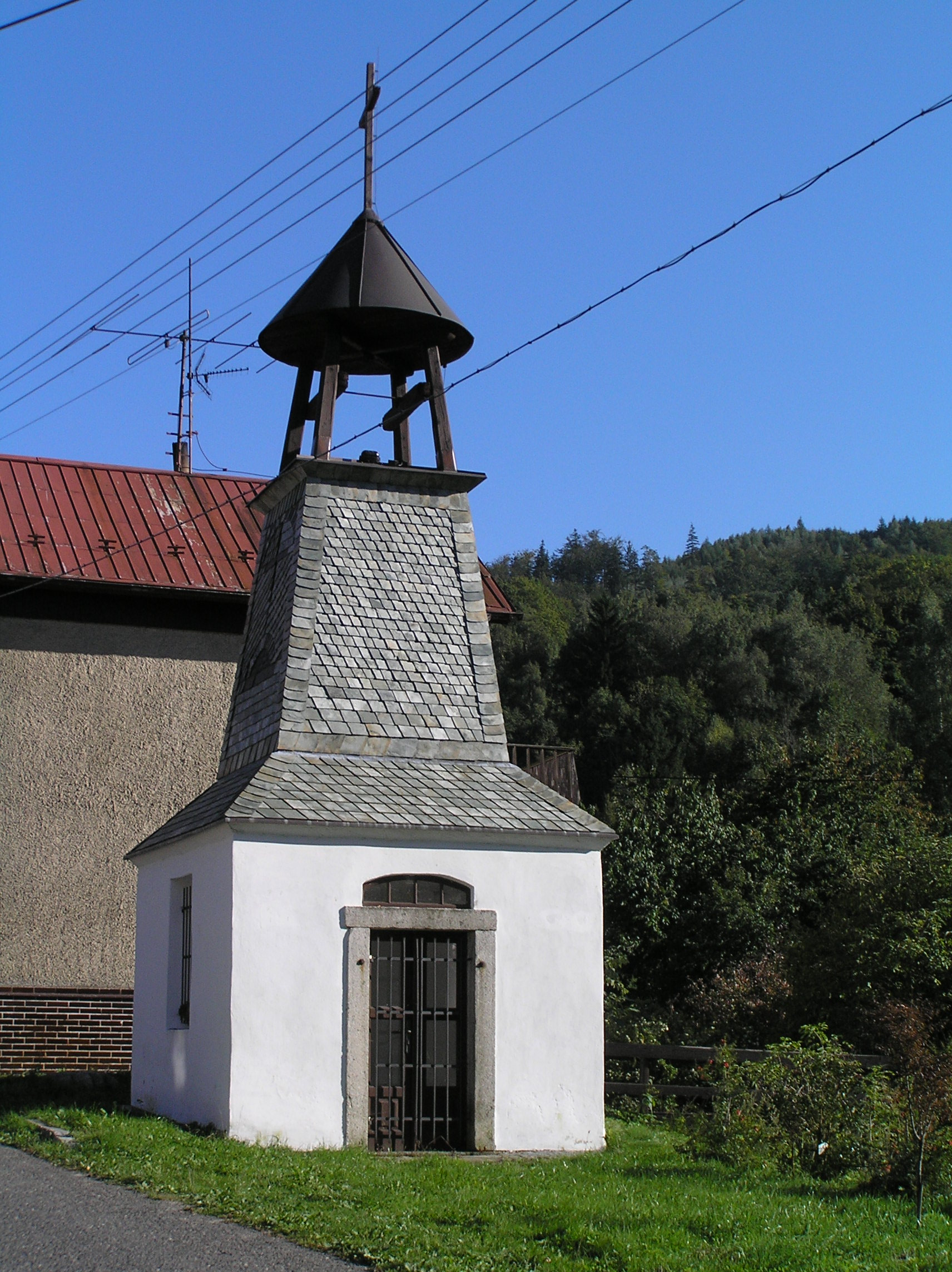
Clocher-tour à Fojtka.
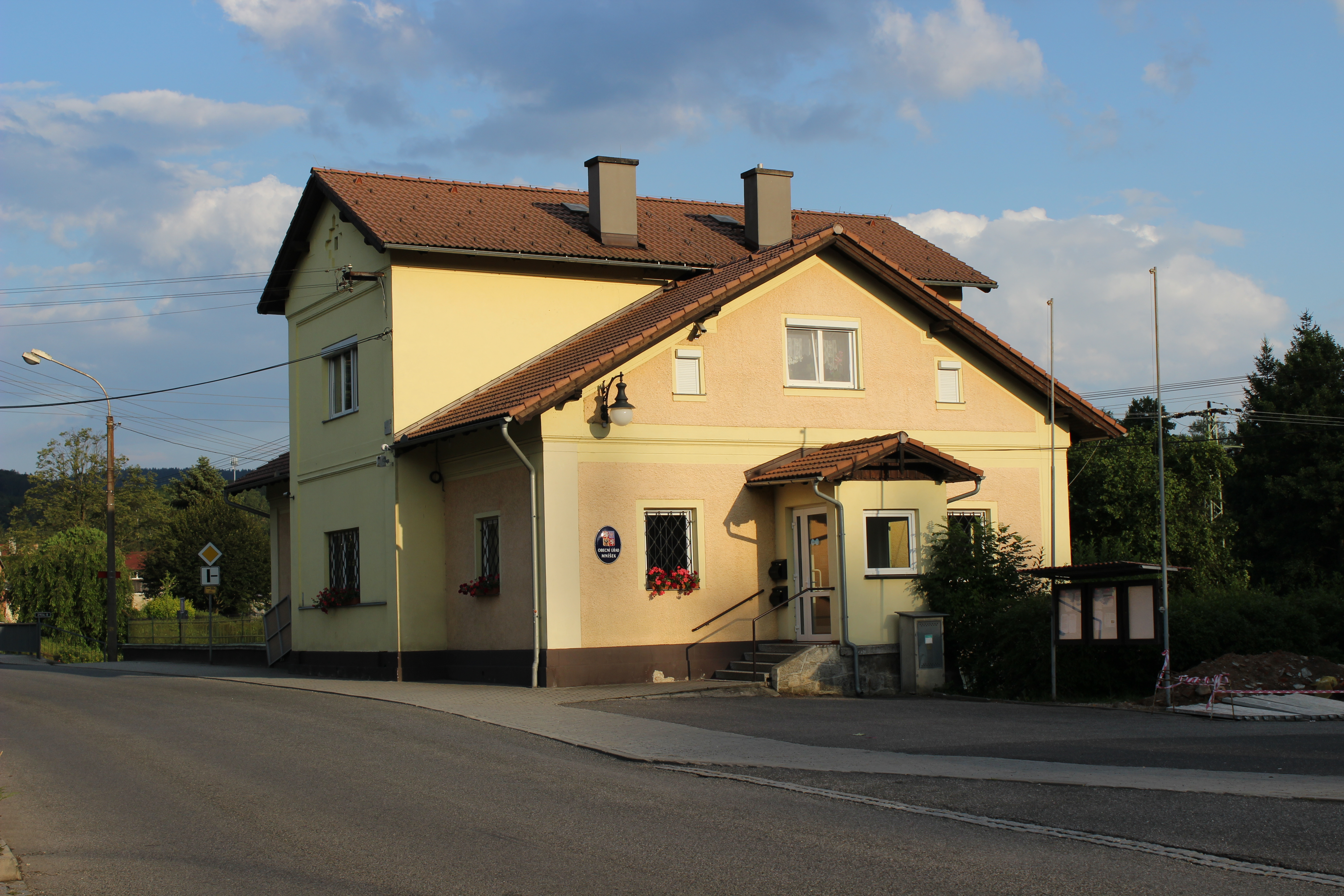
Mníšek : la mairie.

## Transports
Par la route, Mníšek se trouve à 6 km du centre de Chrastava, à 12 km de Liberec et à 121 km de Prague.